# Tōhyō Game: anata ni kuroki ippyō o
Tōhyō Game: anata ni kuroki ippyō o (投票げぇむ あなたに黒き一票を?, Tōhyō Gēmu: anata ni kuroki ippyō o) è un manga scritto da Chiiro e G.O., disegnato da Tatsuhiko. L'opera è stata pubblicata da Square Enix sulla rivista Monthly Big Gangan e in seguito raccolta in tre volumi di tipo tankōbon.
È stato pubblicato per la prima volta nell'aprile del 2014 e completato nell'ottobre del 2015.

## Trama
Shūsuke Takayama è uno studente che ha appena iniziato a frequentare il secondo anno della scuola superiore. Un suo compagno di classe organizza per divertimento un concorso di popolarità tra studenti. La gara si rivela ben presto letale: al suicidio di una ragazza che ha scoperto di non essere popolare, seguono una serie di morti misteriose. Gli studenti sopravvissuti si ritrovano coinvolti in un gioco in cui chiunque potrebbe essere la prossima vittima. 

## Media

### Manga
In Nord America il manga è stato esportato da Yen Press, con il titolo Tohyo Game - One black ballot to you.

## Accoglienza
Rebecca Silverman, di Anime News Network, ha elogiato i disegni riguardanti le morti di alcuni personaggi dicendo che è impressionante se si pensa che le morti di per sé non siano poi così raccapriccianti. Ha inoltre elogiato l'ampia varietà riscontrabile nel design dei personaggi; criticando però gli spunti troppo riconoscibili presi da serie di successo (come Another, Arisa e Doubt), oltre alla trama, che a tratti risulta confusionaria.
Cain Walter ha redatto una recensione complessivamente positiva, citando come principale punto a favore del manga le scene di morte ben eseguite.